# Die rätselhafte Frau
Die rätselhafte Frau ist ein deutsches Stummfilm-Melodram von 1915 mit Maria Carmi in der Titelrolle.

## Handlung
Im Russland zur ausgehenden Zarenzeit. Die junge Verschwörerin Draga Twerskin teilt in einer Geheimsitzung des Ideal-Klubs ihren Vertrauten mit, dass sie demnächst nach Petrosia reisen wird. Dies ist nicht ganz ungefährlich, da sie keinen Pass besitzt und auf dieser Strecke ständig die Dokumente kontrolliert werden. Auf der Zugfahrt lernt Draga den US-Amerikaner van Moolen kennen. Man freundet sich miteinander an, und Draga spielt die hilflose Frau, die ihren Pass verloren habe und ihn, den Amerikaner daher bitte, sich bei der nächsten Dokumentenkontrolle als seine Ehefrau ausgeben zu dürfen. Er stimmt zu. Tatsächlich gelingt ihr auf diese Weise, sicher eine Kontrolle zu überstehen und wird im Anschluss daran auch van Moolens Verwandtschaft als dessen Frau vorgestellt. Wenig später wird Draga auch in das Umfeld des Regionsgouverneurs eingeführt und macht die Bekanntschaft von Baron Staringer, dem Adjutanten des Gouverneurs. Dieser macht Draga schöne Augen, was wiederum van Moolen überhaupt nicht gefällt. Er reagiert eifersüchtig. Der Gouverneur wiederum glaubt Dragas Geschichte von der Gattin des Amerikaners nicht und ahnt, in ihr die gesuchte Verschwörerin Twerskin zu erkennen. Sie leugnet derart hartnäckig ihre Identität, dass sie schließlich ihn überzeugt und er sich sogar daraufhin bei ihr entschuldigt.
Dragas Kontakt zum Gouverneur und dessen Umfeld wird in ihrem Verschwörerclub missdeutet und führt dazu, dass man ihr fortan misstraut. Daraufhin sagt sich Draga von ihren Verschwörerkumpanen los. In der Zwischenzeit möchte van Moolen eigentlich weiterreisen, muss aber erfahren, dass man wiederum seinen Pass gesperrt habe. Er beschwert sich fernmündlich beim Büro des Gouverneurs. Dort teilt man ihm mit, dass es sich lediglich um einen Formfehler handele; in Wahrheit hält man van Moolen mit Absicht fest, weil die Untersuchungen zu dessen angeblicher Ehefrau immer noch laufen. Man bittet van Moolen, solange als Gast der Regierung noch ein wenig zu bleiben. Draga ahnt, dass diese Verzögerungstaktik einzig ihr gelte und rät van Moolen dazu, sich schnellstmöglich mit ihr in Richtung Grenze abzusetzen. Sie überzeugt Baron Staringer, ihr seinen Pass zu geben, damit er, Staringer, und sie miteinander fliehen können. Während Draga tatsächlich die Flucht über die Grenze gelingt, in dem sie sich unter Heu und Stroh auf einer Fähre versteckt, wird van Moolen verhaftet und zur Grenzkommandantur verbracht. Draga, die sich in den Amerikaner leidenschaftlich verliebt hat, will daraufhin zu ihm zurückkehren. Auf Schleichwegen stößt sie bis zur Kommandantur vor und umgarnt einen führenden Offizier, der ihr natürlich sofort mit Haut und Haaren verfällt. Sie gibt sich ihm hin, um van Moolens Freilassung zu erwirken. Von der Schmach, sich einem Manne, den sie nicht liebt, geopfert zu haben, kann sich Draga nicht mehr erholen. Sie nimmt Gift und stirbt in den Armen ihrer großen Liebe van Moolen.

## Produktionsnotizen
Die rätselhafte Frau, gedreht im Sommer / Frühherbst 1915, entstand im Bioscop-Atelier in Neubabelsberg. Der Fünfakter mit einer Länge von 1528 Metern passierte im Oktober 1915 die Filmzensur und wurde bald darauf in Berlins Mozartsaal uraufgeführt.
Die Filmbauten entwarf Robert A. Dietrich. Bei dem Drehbuchautor “D. J. Rector” (= Direktor) handelt es sich um niemand anderen als den Direktor der Produktionsfirma Deutsche Bioscop, Erich Zeiske.
Die rätselhafte Frau war der zweite Film der Maria-Carmi-Serie der Deutschen Bioscop.

## Kritik
„Der zweite Film der Maria Carmi-Serie, Die rätselhafte Frau, zeichnet sich durch eine höchst spannende Handlung und durch eine geradezu hervorragende Zeichnung der im Zarenreiche herrschenden Kämpfe zwischen Staatsgewalt und Verschwörer aus. Der Film bietet hier ganz vortreffliche Illustrationen jener bekannten Schilderungen, die uns die diesbezüglichen Verhältnisse in Rußland erzählen und vielfach der modernen Literatur Romanstoffe bieten. Daß Maria Carmi in der Rolle der Verschwörerin … wieder eine Leistung vollbringt, die höchster Bewunderung Wert ist, bedarf keiner besonderen Betonung.“